# جيرترود كارتر
جيرترود كارتر، التي عُرفت أيضًا باسم ليدي جيلبرت كارتر (6 فبراير، 1875 – 12 نوفمبر، 1953) هي فنانة ومهندسة معمارية أمريكية المولد، وقّعت أعمالها إما باسم جيرترود كودمان باركر أو جيرترود كارتر أو جيرترود كودمان كارتر. أصبحت كارتر بعد زواجها في عام 1903، مواطِنة بريطانية وزوجة حاكم جزر البهاما. في غضون عام، عُيّن زوجها حاكمًا لباربادوس وانتقلت معه إلى بريدج تاون وانخرطت على الفور في المجتمع المحلي، فصممت طابعًا للذكرى المئوية الثالثة لضم باربادوس إلى بريطانيا العظمى.
على الرغم من استمرار كارتر في إنتاج الفن، إلا أنها اشتهرت أكثر بتصميماتها للحدائق والمنازل. صممت كارتر الحديقة في كوينز بارك، بالإضافة إلى العديد من المعالم الأخرى. صُمم منزل الزوجين، إيلارو كورت، وبني وفقًا للمخططات التي وضعتها كارتر، ليصبح فيما بعد المسكن الرسمي لرئيس وزراء باربادوس. وبوصفها ناشطة نسوية، أنشأت كارتر جمعية المساعدة الذاتية للمرأة، لمساعدة النساء على كسب دخلهن الخاص وحاربت من أجل حقوقهن في التصويت. لطالما سافرت كارتر في جميع أنحاء العالم وحافظت على منزلها في باربادوس حتى وفاتها.

## حياتها المبكرة
ولدت جيرترود كودمان باركر في 6 فبراير من عام 1875، في بوسطن، ماساتشوستس، وكانت الطفلة الوحيدة لماري (اسم الميلاد كودمان) وفرانسيس فوز باركر. تنحدر باركر من جانب والدها، من أبراهام باركر، الذي استقر في أمريكا في عام 1644، وريتشارد راسل، خازن مستعمرة خليج ماساتشوستس. تمتلك باركر جذورًا أيضًا في باربادوس من خلال ناثانيال كينجسلاند. كان والدها مديرًا لسكك حديد فلينت وبير ماركيت، وكان أيضًا موسرًا معروفًا. ارتبطت والدتها بعائلة كودمان، التي استقرت في حي دورشيستر في بوسطن، بما في ذلك والديها آنا جيرترود (اسم الميلاد دي) وجون كودمان، الذي كان تاجرًا وجامعًا للفن؛ الجد جون كودمان؛ وأحد الأنسباء، جون آموري كودمان، الفنان المشهور.
نشأت باركر في عائلة بارزة من عائلات بوسطن، ولطالما دعمت هذه العائلة تطوير الفنون، وتعلّم أفرادها في مدارسٍ خاصة. كان أول ظهور اجتماعي لباركر في مجتمع بوسطن في موسم 1894-1893، ثم التحقت بعدها بمدرسة متحف الفنون الجميلة في بوسطن في عام 1895، لتدرس تحت وصاية فيليب ليزلي ويليام. تأثرت باركر بحركة الفنون والحِرف، ودرست الحفر على الخشب وكُلّفت في عام 1900 بإعداد لوحة الغلاف لتاريخ وتطور أعضاء مجلس الوزراء الأمريكي، قبل وقت قصير من تخرجها. بدأت باركر الدراسة في إيطاليا في العام التالي، وبحسب ما ذكرت التقارير، فقد درست في فيلا ميديتشي. ولكن نظرًا لعدم السماح للنساء بحضور الدروس في فيلا ميديتشي، فمن المحتمل أنها درست في إيكول دي نو، بشكل غير رسمي، مع الآخرين ممن سُمح لهم بالتسجيل في فيلا ميديتشي، وذلك قبل العودة إلى بوسطن في عام 1902.
في شتاء عام 1902، وأثناء قضائها إجازتها مع والديها في ناساو، التقت باركر بوالد أحد أصدقائها من بوسطن، السير جيلبرت توماس كارتر، الذي كان حاكمًا لجزر البهاما. وبعد موجة عاصفة من المغازلة بينهما، تزوجت باركر البالغة من العمر 28 عامًا، من الحاكم الأرمل البالغ من العمر 55 عامًا في 25 أغسطس في عام 1903، في مراسم احتفال أقيمت في كنيسة قدوم المسيح في بوسطن. في الوقت الذي تزوجت فيه باركر من جيلبرت ت. كارتر، نصّ القانون الأمريكي على تجريدها من الجنسية الأمريكية وحصولها على جنسية زوجها بدلًا من ذلك. وحتى صدور قانون كيبل آكت في عام 1922، لم تكن باركر قادرة على استعادة حق الجنسية الأمريكية.